# Casa de Larrard & Vignau
La Casa de Larrard & Vignau és un edifici del municipi de Reus (Baix Camp), d'estil barroc popular, inclòs en l'Inventari del Patrimoni Arquitectònic de Catalunya, situada a la plaça de sant Francesc número 1.

## Descripció
És un edifici cantoner, de planta baixa, un pis i golfes. Té una secció típica artesanal i la planta és rectangular. Disposa de dues façanes a carrer, una mitgera i sobre l'altra s'endarrereix formant un petit pati. Les façanes són planes i amb quatre balcons en el pis. A la cantonada, els dos balcons que hi limiten, s'uneixen en un balcó d'ampla peanya formant un angle recte amb suport metàl·lic i plaques de ceràmica blanca i verda. La barana és de ferro i senzilla, però en el suport presenta una àguila, símbol dels austriacistes. A les golfes hi ha set petites obertures rectangulars. La barbacana presenta dentells. La coberta és a quatre vessants, de teula àrab i estructura de fusta, i en ressalta el ràfec. L'edifici és bastit a partir de murs portants de pedra i paredat comú arrebossat. La façana està pintada de color ocre rosat.

## Història
Edifici «setcentista» que hostatjà els locals i l'habitatge de l'empresa «Juan Larrard y Compañía». Segons Eduard Toda, els Larrard procedien d'Oloron, als Pirineus Atlàntics, i feien companyia amb els Vignau. Es van dedicar al comerç d'exportació de vins fins ben entrat el segle xix. Joan Larrard, juntament amb el seu soci Manuel Vignau i d'altres comerciants francesos, va estudiar a mitjans del segle xviii la possibilitat de construcció d'un canal navegable de Reus a Salou, i en va fer un projecte presentant-lo a l'ajuntament, demanant els drets d'explotació perpètua. El projecte no va tirar endavant fins al 1805, i no es va finalitzar per la guerra del francès. L'edifici del Larrard & Vignau està situat en una zona de creixement suburbà sotmesa a importants transformacions. Té una façana que dona a l'Església de Sant Francesc i a l'Institut i una altra a la plaça de Sant Francesc. Ramon Amigó explica que el Larrard tenia molts diners, i, entre altres propietats, posseïa un mas tocant al terme de Vilaseca, i que entre la gent de Reus, quan no convenia dir allà on s'anava o d'allà on es venia, se sentia a dir, evasivament, que s'anava al Mas del Larrard. Hi havia corrandes que feien referència a aquell mas, i cita: 
| « | Al mas del Larrard n'hi ha una criada que amb el dit del peu toca la guitarra. | » |